# Le Diable à sept faces
Pour plus de détails, voir Fiche technique et Distribution.
Le Diable à sept faces (Il diavolo a sette facce) est un giallo italien réalisé par Osvaldo Civirani et sorti en 1971.

## Synopsis
Julie Harrison, une femme d'affaires vivant à Amsterdam, se rend chez l'avocat Barton pour demander une enquête sur la disparition de sa sœur jumelle, Mary. Il s'avère rapidement que Mary a rejoint une bande de criminels qui, entre autres, veulent s'emparer du Diable à sept visages, un diamant précieux. Tony Shane, un homme d'affaires néerlandais, aide Julie dans sa recherche de sa sœur. Une relation se développe entre Julie et Tony mais, jour après jour, Julie se sent de plus en plus menacée : des hommes la poursuivent, des individus louches la persécutent avec des appels téléphoniques étranges.
Plus tard, on découvre que le chef de la bande que Mary avait rejoint est Tony lui-même qui, avec son complice James, a mis la main sur le précieux bijou. Cependant, lorsque le diamant est soigneusement expertisé, James et Tony se rendent compte qu'il n'est rien d'autre qu'une copie de l'original. Les deux hommes soupçonnent Julie d'avoir volé le précieux bijou, avec la complicité de l'avocat Barton et sa sœur Mary
Dans un crescendo de violence, James est éliminé par d'autres membres de la bande dans un règlement de comptes. Tony tente de torturer et de tuer Julie, convaincue qu'elle a contribué a dissimuler le diamant original qu'il veut à tout prix retrouver. Julie parvient à s'enfuir et va se réfugie dans un endroit isolé de la campagne. Poursuivie de plus en plus près, elle se sert d'un tracteur pour écraser Tony.
Julie monte dans le premier avion disponible pour rejoindre Londres. Elle est accueillie à l'aéroport par un avocat, Barton, qui a découvert la vérité : Julie Harrison est morte de causes naturelles quelques mois plus tôt, et la personne que tout le monde prend pour Julie n'est autre que Mary. Mary Harrison, après la mort de sa sœur Julie (qui a eu lieu dans leur maison familiale), avait pris sa place sans trop se faire prier afin d'approcher Tony et James, avec l'intention de s'emparer du précieux diamant. Elle a réussi à cacher le diamant dans un paquet de cigarettes, qui a été retrouvé plus tard par l'avocat Barton. Mary et Dave Barton partent ensemble pour Londres, promettant de se partager le produit de la vente du bijou mais, tous deux, ne savent pas que le bijou en leur possession est également un faux.

## Fiche technique
- Titre français : Le Diable à sept faces ou Le Diable à sept visages ou Bloody Mary[1]
- Titre original italien : Mia moglie torna a scuola[2]
- Réalisateur : Osvaldo Civirani
- Scénario : Tito Carpi (it), Osvaldo Civirani
- Photographie : Walter Civirani
- Montage : Mauro Contini
- Musique : Stelvio Cipriani
- Décors : Giorgio Postiglione
- Maquillage : Marcello Di Paolo, Marisa Manici
- Production : Osvaldo Civirani
- Sociétés de production : Cine Escalation
- Pays de production :  Italie
- Langue originale : italien
- Format : Couleur par Eastmancolor - 2,35:1 - Son mono - 35 mm
- Durée : 86 minutes
- Genre : Giallo
- Dates de sortie :
  - Italie : 9 décembre 1971
  - France : 21 juin 1973[1]

## Distribution
- Carroll Baker : Julie Harrison / Mary Harrison
- George Hilton : Tony Shane
- Stephen Boyd : Dave Barton
- Lucretia Love : Margareth
- Ivano Staccioli : Louis
- Daniele Vargas : James Marlowe
- Franco Ressel : Inspecteur Rinker
- Luciano Pigozzi : Steve Hunter
- Maria Ricotti
- Roberto Messina

## Production
Le tournage s'est déroulé aux studios Incir De Paolis à Rome et les extérieurs ont été tournés à Amsterdam ainsi qu'au circuit de Zandvoort aux Pays-Bas.